# 가가우즈 공화국
가가우즈 공화국(가가우즈어:Gagauz Respublikası, 러시아어:Республика Гагаузия, 루마니아어:Republica Găgăuzia)은  1990년 8월 19일부터 1994년 12월 23일까지 있었던 동유럽의 미승인국이었다. 현재는 몰도바 내의 자치국가가 되었다.

## 같이 보기
- 가가우지아
- 가가우즈인
- 콤라트 공화국
- 트란스니스트리아